# The Honourable Woman
The Honourable Woman ist eine britische Spionage-Thriller-Fernsehserie aus dem Jahr 2014. Im Mittelpunkt der Handlung steht die israelisch-britische Leiterin (Maggie Gyllenhaal) eines ehemaligen Rüstungskonzerns, die Einfluss auf den Nahostkonflikt zu nehmen versucht.
Die Serie besteht aus acht Episoden; für die deutsche Version wurde sie auf neun 52 Minuten lange Folgen umgeschnitten. Die deutschsprachige Erstausstrahlung war im September 2015 bei Sony Entertainment Television.

## Handlung
Zentrale Figur ist Nessa Stein, Mitglied des House of Lords, Tochter eines vor ihren Augen ermordeten israelischen Waffenhändlers. 29 Jahre nach dem Tod ihres Vaters leitet sie die Stein Group, einen ehemaligen Rüstungskonzern, der inzwischen Projekte zum Ausbau von Infrastruktur umsetzt. Ihr Bruder Ephra Stein leitet die angegliederte gemeinnützige Stiftung zur kulturellen Förderung.
Nessa Stein, die 2006 von einer Fatah-Gruppe in Gazastreifen entführt und nach einer Vergewaltigung ungewollt schwanger wurde, gerät acht Jahre später erneut in Lebensgefahr, als sie bei der Umsetzung eines Telekommunikationsprojekts im Westjordanland in eine Verschwörung gerät, an der mehrere Geheimdienste beteiligt sind.

## Besetzung und Synchronisation

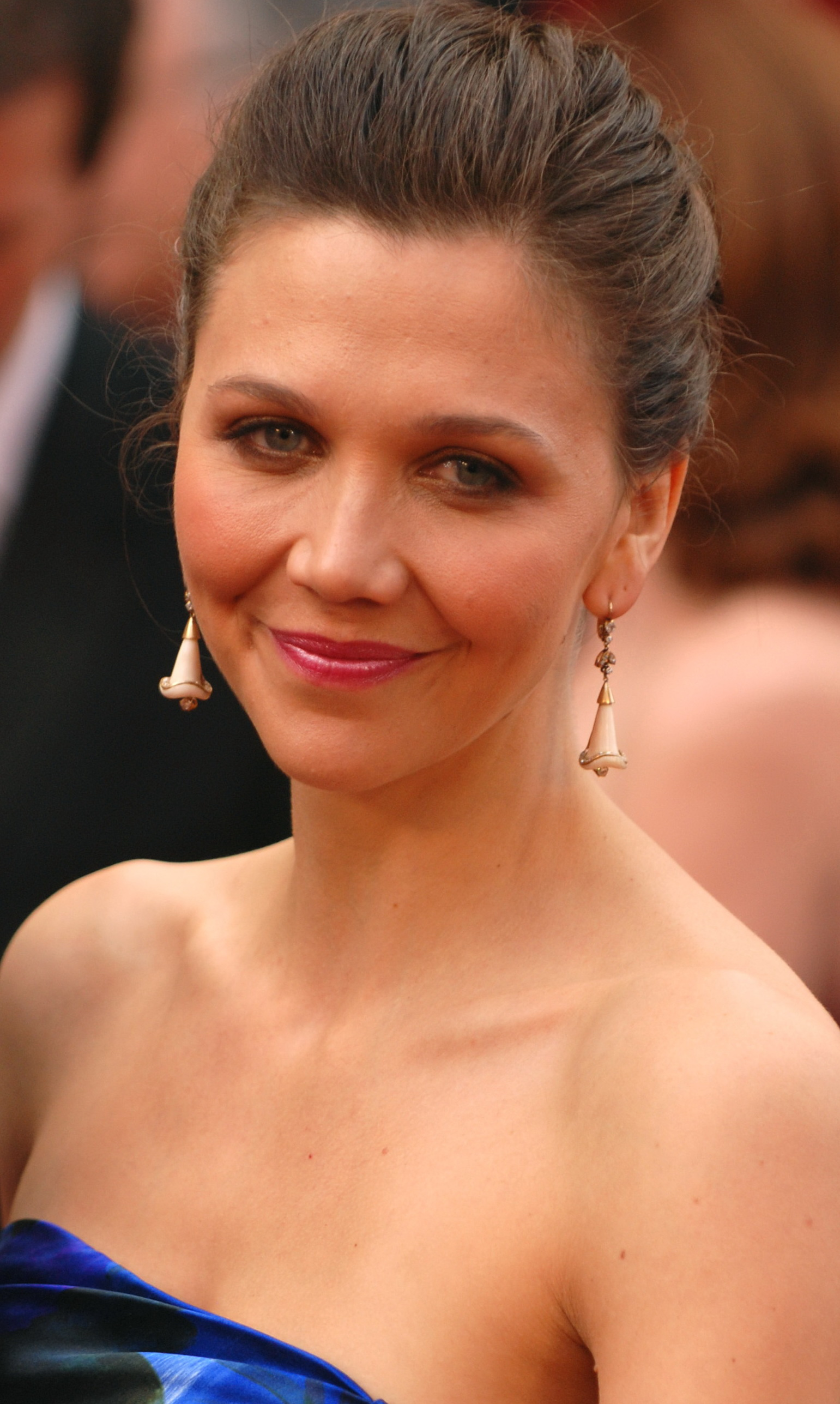
Maggie Gyllenhaal (2010)
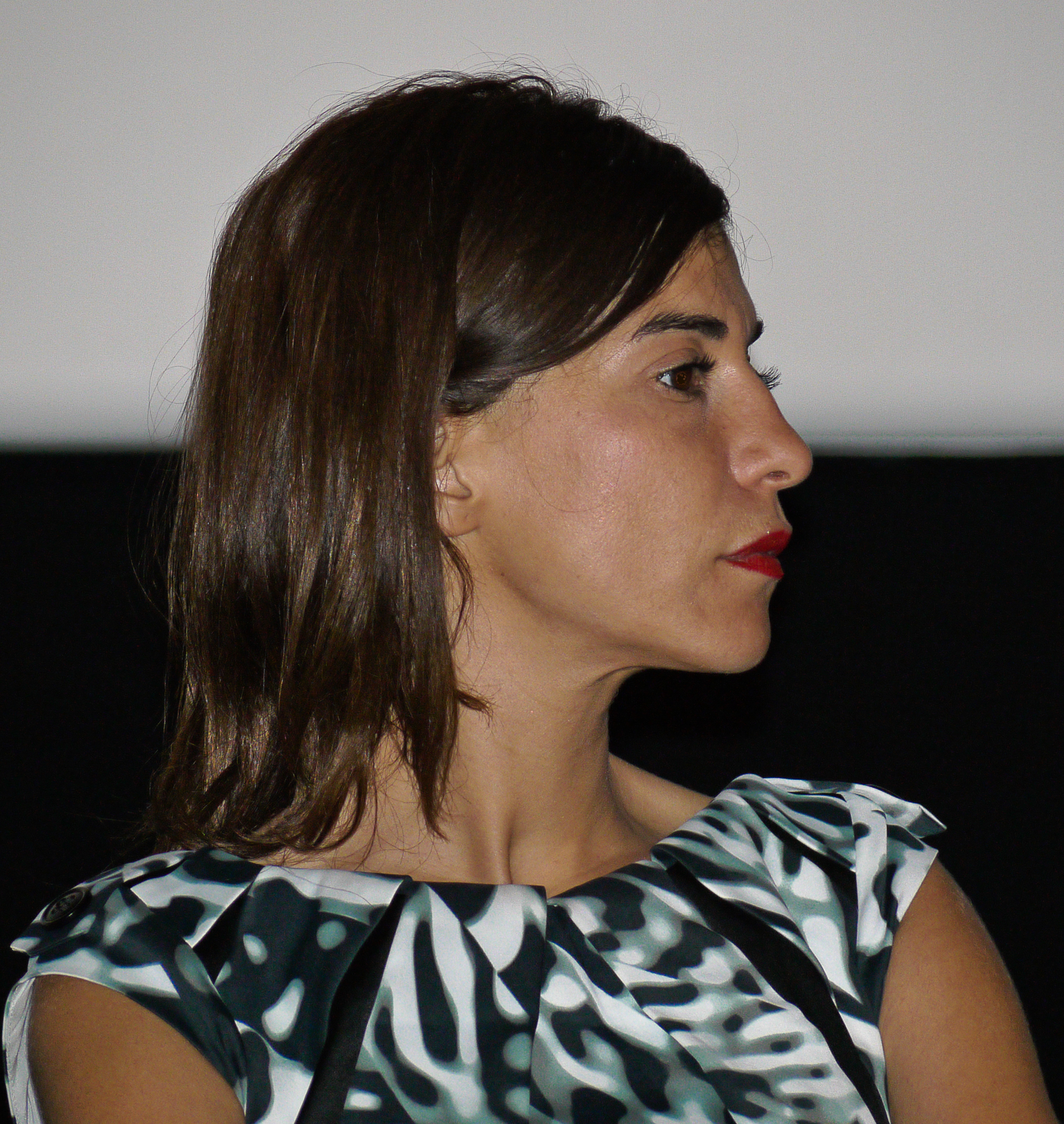
Loubna Azabal (2011)
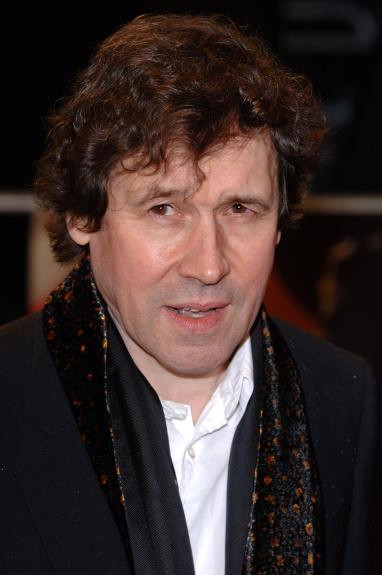
Stephen Rea (2010)
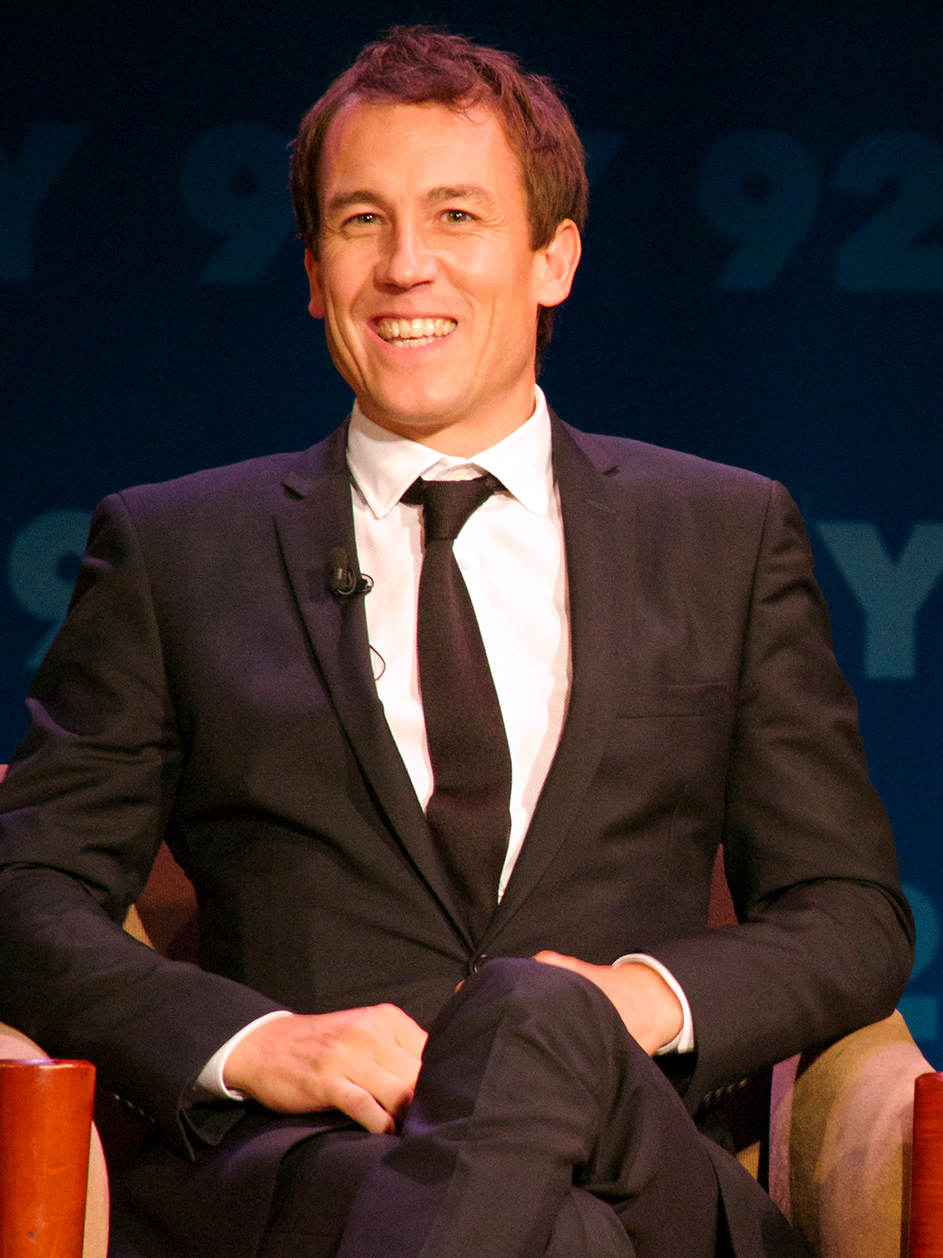
Tobias Menzies (2014)
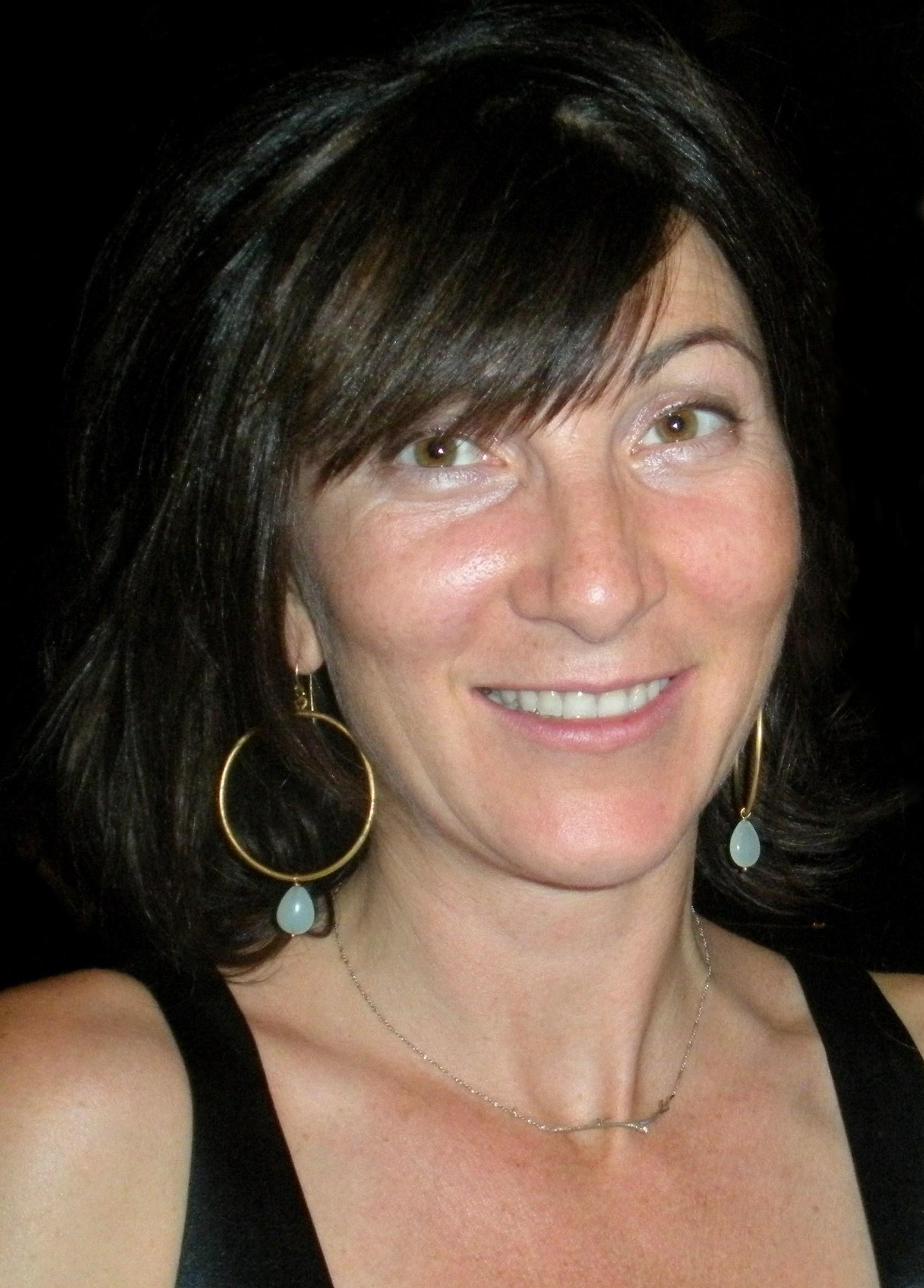
Eve Best (2009)

Die deutsche Synchronisation entstand unter der Dialogregie von Masen Abou-Dakn (auch Dialogbücher) durch die Synchronfirma Interopa Film GmbH in Berlin.
| Rolle                 | Schauspieler        | Synchronsprecher    |
| --------------------- | ------------------- | ------------------- |
| Nessa Stein           | Maggie Gyllenhaal   | Tanja Geke          |
| Ephra Stein           | Andrew Buchan       | Jaron Löwenberg     |
| Hugh Hayden-Hoyle     | Stephen Rea         | Kaspar Eichel       |
| Atika Halibi          | Lubna Azabal        | Sanam Afrashteh     |
| Julia Walsh           | Janet McTeer        | Arianne Borbach     |
| Nathaniel Bloom       | Tobias Menzies      | Leonhard Mahlich    |
| Monica Chatwin        | Eve Best            | Christin Marquitan  |
| Shlomo Zahary         | Yigal Naor          | Gerald Paradies     |
| Frances Pirsig        | Genevieve O’Reilly  | Katrin Zimmermann   |
| Rachel Stein          | Katherine Parkinson | Britta Steffenhagen |
| Anjelica Hayden-Hoyle | Lindsay Duncan      | Liane Rudolph       |

## Episodenliste
Die Ausstrahlung erfolgte ab dem 3. Juli 2014 in Großbritannien und ab dem 31. Juli 2014 in den Vereinigten Staaten. Regie und Drehbuch aller Episoden lag bei Hugo Blick.
| Nr. | Deutscher Titel        | Originaltitel          | Erstausstrahlung UK | Deutschsprachige Erstausstrahlung (D) | Zuschauer (UK) | Einschaltquoten (Deutschland) |
| --- | ---------------------- | ---------------------- | ------------------- | ------------------------------------- | -------------- | ----------------------------- |
| 1 | Der leere Stuhl        | The Empty Chair        | 3. Juli 2014        | —                                     | 2,10 Mio.      | —                             |
| 29 Jahre nachdem sie und ihr Bruder Ephra als Kinder erleben mussten wie ihr Vater, ein israelischer Waffenhändler, vor ihren Augen ermordet wurde, führt Nessa Stein das in London ansässige Unternehmen ihres Vaters. Die Firma wurde von ihr mittlerweile umgebaut und spezialisiert sich auf die Einrichtung von Telekommunikationsinfrastruktur in und zwischen der palästinensischen Westbank und Israel. Aufgrund ihrer vielfältigen wohltätigen Aktivitäten in der Krisenregion und ihrem internationalen wirtschaftlichen Erfolg wird sie in den britischen Adel erhoben und in das House of Lords aufgenommen. Nessa steht vor einem großen Geschäftsabschluss für eine weitere Ausbauphase der palästinensischen Telekommunikation. Sowohl der langjährige, noch aus Zeiten ihres Vaters stammende Familienfreund Shlomo Zahary als auch der einflussreiche palästinensische Geschäftsmann Samir Meshal sind mögliche Auftragsnehmer. Zum Unwillen von Shlomo tendiert Nessa sichtlich dazu, mit Samir zusammenzuarbeiten. Ebenso haben das britische Außenministerium (durch die hohe Beamte Monica Chatwin) und der MI6 (durch den kurz vor dem Ruhestand stehenden Sir Hugh Hayden-Hoyle) ein gesteigertes Interesse an den Entwicklungen. Meshal wird ermordet, wobei die Tat als Selbstmord inszeniert wird. Nessa glaubt nicht an Selbstmord und es kommen unangenehme Erinnerungen aus der Vergangenheit in ihr auf. Sie wurde vor acht Jahren in Gaza entführt. Eine neue Entführung geschieht während eines Galakonzertes. Kasim, der Sohn der Kinderfrau Atika, die sich permanent bei der Familie lebend um Ephras Tochter kümmert, wird von einem Unbekannten entführt. Bei der Entführung kommt es zu einer Verfolgungsjagd durch Nessa, bei der sie beinahe erschossen wird, was durch das Eingreifen ihres Leibwächters Nathaniel Bloom verhindert wird. Nathaniel wird angeschossen und ein Entführer kann mit Kasim entkommen. |                        |                        |                     |                                       |                |                               |
| 2 | Der falsche Partner    | The Unfaithful Husband | 10. Juli 2014       | —                                     | 1,54 Mio.      | —                             |
| Ephra betrügt (offensichtlich schon eine Weile) seine hochschwangere Frau Rachel mit der Kinderfrau Atika. Während die Ermittlungen über die Entführung von Kasim anlaufen, erhält Nessa einen neuen Leibwächter, denn Nathaniel muss im Krankenhaus bleiben. Nessa ist der neue Leibwächter verdächtig und als sie ihn verführt, entdeckt sie, dass er ein von Hayden-Hoyle auf sie angesetzter MI6-Agent ist. Hayden-Hoyle wiederum wird, so vermutet zumindest Monica Chatwin, von seiner Vorgesetzten, der MI6-Chefin Julia Walsh, ausgenutzt; in einem undurchsichtigen Spiel, das weit in die Vergangenheit reicht. Der mittlerweile ebenfalls im Krankenhaus liegende Entführer stellt sich als Michael Gatz, ein ehemaliger Geheimdienstmitarbeiter, heraus. Bevor die Polizei Gatz befragen kann, erhält er eine Audio-Nachricht, nach der er Selbstmord begeht. Hayden-Hoyle befragt Samir Meshals Ehefrau und Rebecca Lantham, seine vermeintliche Geliebte, über die möglichen Gründe für dessen mutmaßlichen Selbstmord. Bei letzterer stellt er fest, dass sie die FBI-Agentin Tracy Vornan ist und dass sie ihn auch zur Liebschaft belügt. Als Nessa eine mysteriöse Nachricht mit einem Lebenszeichen von Kasim erhält, sagt sie zu Atika: „Sie wissen es.“ |                        |                        |                     |                                       |                |                               |
| 3 | Ein mörderischer Anruf | The Killing Call       | 17. Juli 2014       | —                                     | 1,48 Mio.      | —                             |
| Ein unbekannter Anrufer fragt Nessa, ob „ihr Geheimnis sicher wäre“. Dadurch vermutet sie, dass die Entführer von Kasim die gleichen sind, die auch sie und Atika vor acht Jahren in Gaza entführten. Nathaniel, der wieder genesen ist, glaubt etwas über eine Verschwörung rund um den Selbstmord des Entführers herausgefunden zu haben. Ohne das Wissen von Nessa, aber mit der Unterstützung ihrer Privatsekretärin Frances, stellt er eine eigene Untersuchung an, in deren Verlauf er ums Leben kommt. Rachel entdeckt, dass Ephra sie mit Atika betrügt, ist maßlos enttäuscht von ihm und fordert einen DNA-Test, um sicher zu gehen, dass Ephra nicht Kasims Vater ist. Der DNA-Test ist negativ. Hayden-Hoyles findet einige interessante Informationen in der Akte über Nessa und konfrontiert ihren Bruder mit diesen. |                        |                        |                     |                                       |                |                               |
| 4 | Die Ernte des Sturms   | The Ribbon Cutter      | 24. Juli 2014       | —                                     | 1,49 Mio.      | —                             |
| In einer Rückblende ins Jahr 2006 reist Nessa, nachdem sie zusammen mit der Familie die Geburt von Rachels erster Tochter Judith gefeiert hat, ins Westjordanland, um eine Universität zu eröffnen, die ihre Familienstiftung mitfinanziert hat. Ebenso fängt die erste Phase ihres Telekom-Infrastrukturprojekts an, für das Shlomo Zahary den Zuschlag bekommen hatte. Im Westjordanland angekommen, trifft sie die ihr zugewiesene Dolmetscherin Atika. Als klar wird, dass die letzte Spende in Höhe von 1,5 Millionen US-Dollar der Stiftung statt an eine Universität in der Westbank an ein Institut in Gaza transferiert wurde und Ephra ihr am Telefon keine befriedigende Antwort geben kann, reist sie zusammen mit Atika nach Gaza, um selbst zu recherchieren. Dort werden sie von den Schergen des Al-Zahid, Anführer einer Fatah-Gruppe, brutal entführt, um Lösegeld zu erpressen. Ephra bittet die MI6-Chefin Julia Walsh um Hilfe, die sich mit Monica Chatwin koordiniert. Es kommt aber offenbar zu keinen erfolgreichen Verhandlungen. Nessa wird in der Gefangenschaft sexuell missbraucht. In einem weiteren Erzählstrang wird gezeigt, wie enttäuscht die damalige Frau von Hayden-Hoyle, Anjelica, über die berufliche Arbeit ihres Mannes ist. Sie wirft ihm große Charakterschwächen vor. Zurück in der Gegenwart kommt es zu einer Konfrontation Nessas mit ihrem Bruder. Der setzt sie mit Informationen, die er von Hayden-Hoyle erhalten hat unter Druck, um endlich zu erfahren, ob Atikas jahrelange Aussage über den Vater von Kasim, nämlich dass es der Fahrer des Entführungswagens war, tatsächlich wahr ist. |                        |                        |                     |                                       |                |                               |
| 5 | Zwei Herzen            | Two Hearts             | 31. Juli 2014       | —                                     | 1,32 Mio.      | —                             |
| Im Jahr 2006 war Nessa nach der Vergewaltigung schwanger. Das Kidnapping von ihr und Atika zieht sich über Monate, während Ephra immer verzweifelter wird, denn er fädelte in Zusammenarbeit mit Monica Chatwin die Überweisung von 1,5 Millionen US-Dollar aus der Stiftung ein, um so verdeckt Lösegeld für einen israelischen Soldaten zu zahlen. Nessa wird zugesagt, dass sie nach der Geburt freigelassen wird. Unter der Voraussetzung, dass Atika auch freikommt, stimmt sie zu. Atika schlägt vor, das Baby bei der Freilassung als ihres auszugeben, womit Nessa einverstanden ist. Monica Chatwin arbeitet währenddessen mit fragwürdigen Methoden an ihrer Karriere und zwingt Ephra vom Vorsitz der Stiftung zurückzutreten. Im Gegenwart-Zeitstrang werden einige Geheimnisse enthüllt: Ephra erfährt von Atika, dass Kasim Nessas Sohn ist und Nessa deckt auf, dass die Dokumente, die Shlomo Zahary einen Kontakt zur Hisbollah nachwiesen, gefälscht sind. Diese angeblichen Kontakte waren der Grund, warum sie für die zweite Ausbauphase des Telekomprojektes Samir Meshal den Vorzug gab. Ebenso wird Nessa klar, dass Nathaniel mit Hilfe von Monica belastendes Material beschaffte, nach denen es schien, dass Shlomo es zuließ, dass die verlegten Glasfaserkabel vom Geheimdienst angezapft wurden. Shlomo behauptet, dass er davon nichts wisse. Auch Gerüchte darüber, dass die Stein-Familienstiftung ehemalige israelische Soldaten gegenüber arabischen Studenten bei der Förderung bevorzugt habe, machen die Runde. Für Nessa, für die es immer erste Prämisse war, sich selbst und die Familienstiftung aus den dreckigen Seiten der Nahost-Realitäten herauszuhalten, ist das alles eine falsche Entwicklung. |                        |                        |                     |                                       |                |                               |
| 6 | Die Saat des Zweifels  | The Mother Line        | 7. Aug. 2014        | —                                     | 1,49 Mio.      | —                             |
| Nessa vermutet Manipulation an der Kabelverbindung der Westbank durch Israel zum internationalen Netz und bekommt die Bestätigung, dass die Verbindung angezapft ist. Shlomo behauptet, dass er davon nichts wisse, aber er regt bei Nessas Verbindungsmann an, die Empfangsadressen der ausgeleiteten Daten zu ermitteln, mit denen Shlomo die Empfänger feststellen könne. Shimon Ben Reuven, ein Dozent an der Stein-finanzierten Kidma-Universität in Tel Aviv, findet Beweise, dass ehemalige israelische Soldaten gegenüber arabischen Israelis bevorzugt als Studenten angenommen werden. Bei seiner Nachforschung stößt er in einem Serverraum auf nächtlich arbeitende angebliche "Buchhalter": tatsächlich eine Abhörstation eines israelischen Geheimdienstes. Kurze Zeit später wird er ermordet, angeblich von der Terrororganisation "Samarische Verteidigungsliga" für seine Veröffentlichung des Skandals. Während einer Kneipentour ohne Leibwächter geht Nessa dem gewalttätigen Tom Crace auf den Leim, der sie verprügelt und vergewaltigt. Der palästinensische Unternehmer Jalal El-Amin, der sich um ein Folgeprojekt der Westbank-Anbindung bewirbt, erzwingt den Zuschlag, indem er sich als Verbindungsmann von Al-Zahid zu erkennen gibt. Er weist auch auf die Möglichkeit hin, dass der Mord an dem Dozenten Ben-Reuven ein Auftragsmord gewesen sein könnte. |                        |                        |                     |                                       |                |                               |
| 7 | Getrennte Wege         | The Hollow Wall        | 14. Aug. 2014       | —                                     | 1,51 Mio.      | —                             |
| Nessa trifft die Frau von Tom Crace und offenbart ihr das geheime Leben ihres Mannes. Atika offenbart Rachel ihr – mit Nessa gemeinsames – Geheimnis; daraufhin gibt es großen Streit zwischen Ephra und seiner Frau Rachel. Der MI6 findet an der geheimen Abhöranlage am Westbank-Kabel einen Abzweig, der zur amerikanischen Botschaft in Tel Aviv führt. Hugh vermutet dort die Verbindung zu Samir Meshals Ermordung. Saleh Al-Zahid ist in London "privat" untergekommen, muss dort aber überstürzt verschwinden, weil der 6-jährige Sohn des Gastgebers sich mit seiner Pistole schwer verletzt hat. In einem Hotel trifft er sich mit Monica Chatwin. Die beiden erkennen, dass sie dort observiert werden und fliehen. |                        |                        |                     |                                       |                |                               |
| 8 | Die Feder der Taube    | The Paring Knife       | 21. Aug. 2014       | —                                     | 1,60 Mio.      | —                             |
| Bei der Startveranstaltung für die Bauarbeiten in Hebron entfernt sich Jalal El-Amin vorzeitig. Nessa läuft ihm irritiert hinterher und wird von einer katastrophalen Explosion zu Boden geschleudert. Ephra und Atika waren zu einem Schäferstündchen in ein kleines Landhaus gefahren. Dort taucht Rachel auf, die Ephra und Atika mit ihrem Wissen über das Verhältnis konfrontiert. Sie wird von Ephras Ermordung unterbrochen. Atika drückt ihr eine Waffe in die Hand und nötigt sie, sich zu verstecken. Es wird offenbar, dass Atika mit dem Attentäter gemeinsame Sache gemacht hat. Saleh Al-Zahid, der Ephra erschossen hat, wird anschließend von Rachel erschossen. Später wird Atika festgenommen. Nessa, die den Anschlag in Hebron überlebt hat, wird von Anwohnern geborgen. |                        |                        |                     |                                       |                |                               |
| 9 | Zwei Klingen           | —                      | —                   | —                                     | —              | —                             |
| Während alle denken, Nessa sei bei dem Attentat ums Leben gekommen, wird sie in der Westbank von Zahid Al-Zahid gefangen gehalten. Hugh überzeugt Atika von der Wichtigkeit der Kooperation mit dem MI6: Nessa soll schnellstens aus der Westbank herausgeholt werden, da Monica deren Tod will, der auch Atikas Zielen schaden würde. Nessa bekommt im Verlies Besuch von Atika und es gibt eine Aussprache. Im Anschluss hat Nessas ein Gespräch mit Zahid Al-Zahid, dem Vater von Saleh, und erfährt, dass die Vergewaltigung während der Entführung auf seinen Befehl geschah. Nachdem Nessa gehen durfte, versucht Atika, Zahid zu überzeugen, dass Nessa ihren Sohn Kasim mitnehmen darf, aber Zahid weigert sich, ihn gehen zu lassen. Stattdessen sticht er mit einem Messer auf Atika ein. Atika kann sich erfolgreich wehren und flieht mit Kasim. Zahids Leute hatten Nessa zu einem von Monicas Leuten gebracht, wo Nessa nichts von der Gefahr ahnt, denn Monicas Interesse ist Nessas Tod. Atika bringt Kasim zu Nessa, kann aber verhindern, dass Nessa und ihr Sohn von Monicas Killer ermordet werden. In der Folge verliert aber Atica ihr Leben. Nessa kann sich mit ihrem Sohn zur israelischen Grenze retten. |                        |                        |                     |                                       |                |                               |

## Kritiken
„Blick vermeidet es dabei, mit seinen Verschwörungskonstrukten platte Anti-Israel-Polemik zu bedienen (obwohl am Ende eine politische Haltung deutlich wird, die nicht jeder teilen mag). Der Vorspann, Ton- und Bildfragmente, getaucht in gedeckte Farbe, zitieren dabei als Vorbild die amerikanische Showtime-Serie Homeland.“

“[…] the most satisfying TV series in years is an utterly gripping, triumphant realisation of Hugo Blick’s vision.”

„Die befriedigendste Fernsehserie seit Jahren ist eine äußerst packende, triumphierende Verwirklichung der Vision Hugo Blicks.“

## Produktion
Die Produktion dauerte ab Juli 2013 etwa drei Monate. Gedreht wurde in London, den Vereinigten Staaten und dem Nahen Osten.